# جاكي لاسي
جاكي لاسي (بالإنجليزية: Jackie Lacey)‏ هي محامية أمريكية، ولدت في 27 فبراير 1957 في لوس أنجلوس في الولايات المتحدة.